# ذكاء اجتماعي
يصف الذكاء الاجتماعي  (Social intelligence) القدرة البشرية الحصرية على التنقل والتفاوض في العلاقات الاجتماعية المعقدة والبيئات المختلفة بفعالية.
يعتقد الطبيب النفساني والأستاذ في «كلية الاقتصاد بلندن» نيكولاس همفري بأن الذكاء الاجتماعي أو خصوبة حياتنا النوعية هي التي تجعل البشر على ماهم عليه، بدلا من ذكائنا الكمي – وعلى سبيل المثال ما يشبهه بأن تكون إنساناً يعيش في قلب حاضر مدرك، محاط بروائح ومذاقات وأحاسيس والاستشعار بأنك كيان ميتافيزيقي استثنائي بخصائص تكاد تبدو أنها تنتمي إلى العالم المادي. ويرى الباحث الاجتماعي «هونيويل روس» أن الذكاء الاجتماعي هو حصيلة مجموع الوعي النفسي والاجتماعي والمعتقدات الاجتماعية والمواقف المتطورة والقدرات والإرادة لإدارة التغيير الاجتماعي المعقد. والشخص الذي يمتلك حاصل ذكاء اجتماعي مرتفع (SQ) لا يكون أفضل ولا أسوأ من شخص يمتلك حاصل اجتماعي منخفض، فهما فقط يمتلكان مواقفا وآمالا ومصالحا ورغبات مختلفة.
والذكاء الاجتماعي وفقا للتعريف الأصلي «لادوارد ثورنديكي»، هو «القدرة على الفهم والتعامل مع الرجال والنساء والصبيان والبنات، والتصرف بحكمة في العلاقات الإنسانية». والذكاء الاجتماعي أو الذكاء التفاعلي هو ايضاً مكافئ للتصرف بذكاء في العلاقات ما بين الأشخاص، وهو نوع واحد من أنواع الذكاء المحدد في نظرية «هوارد غاردنر» في الذكاء المتعدد والتي وترتبط ارتباطاً وثيقا بنظرية العقل.
يقيد بعض المؤلفين التعريف بالتعامل فقط مع المعرفة بالأوضاع الاجتماعية، وربما يدعى بشكل أصح الإدراك الاجتماعي أو ذكاء التسويق الاجتماعي والذي يختص بالتوجه في الإعلان النفسي-الاجتماعي، واستراتيجية التسويق وتكتيكاتها. ووفقا «لشون فولينو»: الذكاء الاجتماعي هو قدرة الشخص على فهم بيئته تماما والتصرف بشكل ملائم لسلوك ناجح اجتماعيا.
بدون الذكاء الاجتماعي يتعب الإنسان غاية التعب، ويفقد ثقته في نفسه وفي الناس. فالذكاء الاجتماعي
يتطلب العمل والصبر والمجاملة. ويتمثل هذا الذكاء في إمكانية الفرد على التخلص والتملص من المواقف
الحياتية المحرجة وفي إمكانية الشخص على إقناع من حوله والتكيف معهم وفي التخطيط للوصول إلى
أهداف الفرد الذاتية.
وقد يخرج الذكاء الاجتماعي إلى معانٍ متعددة فيقال أحياناً إن هذا الشخص دبلوماسي أو «صاحب اتكيت»
أي أنه يحاول أن لا يصطدم بالأشخاص ولا يواجههم بما يكرهون وبذلك لا يفقد أحداً من الأطراف
ويبقى الذكاء الاجتماعي نسبياً بعيداً عن الحقيقة وقولها وفي أحيان كثيرة يقترب بصاحبه من التملق والعيب
قطعاً ليس بالذكاء الاجتماعي ولكن بصاحبه حيث إن الذكاء الاجتماعي يعتبر كأي وسيلة من وسائل الحياة
يمكن استخدامها بالطريق الإيجابي ويمكن أن تستغل بالطريق السلبي.
والذكاء الاجتماعي المحمود، والذي نحبذه وندعو إليه، ليس هو الوصولية أو التسلق أو النفاق، فهذه الصفات كاسدة بمقياس الذكاء الاجتماعي نفسه قبل المقياس الأخلاقي والذي هو أساس في الذكاء الاجتماعي الحقيقي، فليس ذكيّاً من يكسب أشياء وقد خسر نفسه، مهما كسب، فأولئك هم الخاسرون!
ولعلنا لا نجانب الحقيقة إذا قلنا أن الذكاء الاجتماعي لو استخدم بطريقة صحيحة وفي وقته المناسب فإننا
سنحصل على نتائج جيدة من العلاقات غير الحساسة والعلاقات الودية. ولو أوردنا بعض الأمثلة على
أساليب هذا الذكاء لوجدنا أن هناك خيطاً رفيعاً بين هذا الذكاء وبين الكذب يجب الانتباه إليه لكيلا نقع في
شراك الكذب لذلك.

## حاصل الذكاء الاجتماعي (SQ)
حاصل الذكاء الاجتماعي أو (social intelligence quotient (SQ هو الإحصائية التجريدية المماثلة لمنهج «النقاط القياسية» المستخدم في اختبارات معدل الذكاء بمتوسط 100. وبخلاف اختبار معدل الذكاء القياسي فهو ليس بنموذج ثابت. فهو يميل أكثر إلى نظرية بياجيهأن والذي ينص على أن الذكاء ليس سمة ثابتة ولكنه هرم معقد من مهارات معالجة المعلومات والتي تكمن وراء توازن التكيف بين الفرد والبيئة. ويمكن للفرد بذلك تغيير موقفه وسلوكه تجاه بيئته الاجتماعية المعقدة في عالم صعب. 
.

## فرضية الذكاء الإجتماعي
يؤكد العلم أن فرضية الذكاء الإجتماعي هو التنشئة الإجتماعية المعقدة في السياسة والروايات والعلاقات العائلية والنزاعات والتعاون والتبادل والإيثار. بالمختصر الذكاء الإجتماعي هو القوة التي تقودنا لنمو حجم الدماغ البشري مما جعل لدينا اليوم القدرة على إستخدام هذه العقول في ظروف إجتماعية معقدة.
فهي حاجة إلى التعايش مع بعضنا وذلك قاد حاجتنا إلى الذكاء. وتسمى هذه الفكرة «فرضية الذكاء الاجتماعي»
و قال ستيفن ميثين بروفيسور في التاريخ القديم بجامعة ريدنج أنه يؤمن أن هناك فترتين أساسيتين لنمو الدماغ الذي يحيط بفرضية الذكاء الإجتماعي. المرحلة الأولى كانت قبل ما يقارب مليونين سنة عندما كان نمو الدماغ حوالي 50% فانتقل حجمه من ما يقارب 450 سم مكعب إلى أن بلغ حجمه 1,000 سم مكعب وذلك قبل 1.8 مليون سنة. وقد بدأ علماء الآثار بالتساؤل عندما لاحظوا هذا التغير في القرود: لماذا أصبحت أدمغتهم أكبر وماهو السبب في ازدياد حجمها؟ إن الدماغ لا يزداد حجمه لأي من الأسباب وذلك لأن تكوين نسيج المخ عملية صعبة من الناحية الأيضية وذلك لخدمة غرض مهم. يؤمن ميثين أن فرضية الذكاء الإجتماعي بادر بازدياد حجم المخ قبل ما يقارب مليونين سنة كان بسبب العيش في مجموعات كبيرة وأكثر تعقيداً فالحاجة إلى مجاراة أناس مختلفين في العديد من العلاقات الإجتماعية تتطلب مخ أكبر لفعل ذلك. كما أن الذكاء الإجتماعي أجابنا على ازدياد حجم الدماغ قبل ما يقارب مليونين سنة مضت. أما ازدياد الثاني لحجم الدماغ حدث ما بين 600,000 و 200,000 سنة مضت، وخلال تلك الفترة وصل الدماغ إلى قدرته الحديثة. أما محاولة تفسير الازدياد الثاني لحجم الدماغ فما زالت صعبة للغاية، ويعتقد البروفيسور ميثين أن ذلك يرتبط بشكل مباشر بتطور اللغة. فاللغة ربما هي أكثر المهام المعرفية تعقيداً التي نقوم بها. اللغة ترتبط بشكل مباشر بالذكاء الإجتماعي لأننا نستخدم اللغة للتواصل في علاقاتنا الإجتماعية في الغالب. لذلك كان الذكاء الإجتماعي العامل الحاسم في الازدياد في حجم الدماغ فكان هناك مشاركة في التطور بين المجتمع والتعقيد المعرفي.
و يعتبر الذكاء الإجتماعي اليوم المحور في إدارة التعقيد في كونها كائنات إجتماعية.

## الإختلاف بين الذكاء والذكاء الإجتماعي
وفقا لما قال البروفيسور نيكولاس همفري أنه كونك ذكياً فقط غير كافي. على سبيل المثال الأطفال المصابين بالتوحد في بعض الأحيان يكونون في غاية الذكاء. فهم يجيدون إعطاء الملاحظات وتذكر تلك الملاحظات كلها. وعلى الرغم من ذلك، فهناك ثمة من يقول بأن الذكاء الإجتماعي لديهم منخفض. فقرود الشمبانزي أذكياء جدًا لدرجة أنهم قادرين على الملاحظة وتذكر الأشياء. فقدرة القرود على التذكر أفضل من قدرة الإنسان ولكن مع ذلك فإنهم غير قادرين على التصرف في العلاقات الشخصية. فهذه معادلة ناقصه فهناك شيء ينقصها ولإكمال تلك المعادلة نحتاج إلى نظرية العقل وهي النظرية لكيفية عمل الإنسان من الداخل فمنذ زمن طويل طغى هذا المجال من خلال المدرسة السلوكية. ويعتقد العلماء أنه يمكن للمرء لفهم الإنسان والفئران أو الحمام فقط بمراقبة سلوكهم وإيجاد العلاقات المتبادلة. وتشير أكثر النظريات مؤخرًا أن ذلك غير صحيح، فلابد من النظر لسلوك البنية الداخلية.
ويعتقد كلا من البروفيسور نيكولاس هيمفري والبروفيسور روس هونيويل أن ما يكون حقيقة الإنسان ليس كمية الذكاء لدى الإنسان بل الذكاء الإجتماعي أو ثراء نوعية حياتنا هما ما يكونان حقيقة الإنسان، على سبيل المثال ماذا يعني لك كونك إنسان تعيش في وسط الحاضر الواعي، محاط بالروائح و الأذواق والمشاعر ومن حقيقة كونك كيان مجرد استثنائي ولديه خصائص يبدو انتمائها صعب للعالم الفيزيائي. فهذا هو الذكاء الإجتماعي.

## علامات الذكاء الاجتماعي
يتمتع الأفراد الأذكياء اجتماعيا بمجموعة من الصفات والخصائص التي تساعدهم على التواصل بكفاءة مع الآخرين، وفيما يلي أهمّ هذه السمات:

### 1- مهارات الاستماع
لا يكتفي الشخص الذكي اجتماعيًا بالاستماع من أجلّ الردّ وحسب، بل إنه يستمع للآخرين ويوليهم كامل انتباهه، فيمضي هؤلاء المتحدّثون بعد أن يشعروا بأنّ هذا الشخص قد فهمهم حقًا، ونشأ بينه وبينهم رابط خفي من المحبة والاحترام.

### 2- مهارات الحوار
هل سبق لك أن رأيت شخصيًا يستحوذ على اهتمام كلّ الحاضرين في المكان؟ يتمتّع هؤلاء الأشخاص على الأرجح بذكاء اجتماعي مرتفع، ومهارات حوار متقدمة. إنهم بارعون يحسنون انتقاء كلماتهم، ولديهم حسّ فكاهة مناسب كما أنهم يتذكّرون التفاصيل الصغيرة عن الآخرين، مما يجعل المحادثات معهم ذات معنى وقيمة.

### 3- إدارة السمعة
يأخذ الأشخاص الأذكياء اجتماعيًا بعين الاعتبار الانطباعات التي يشكّلونها عن الآخرين من حولهم، وهي إحدى أعقد سمات الذكاء الاجتماعي، فلابدّ للفرد أن يخلق انطباعًا مدروسًا عن الطرف الآخر الذي يقف أمامه مع الحرص على كونه أقرب ما يكون للواقع.

### 4- قلّة الجدال
إن رأيت شخصًا يقاطع ويُخالف ويعارض الآخرين في كلّ جلسة، فهو على الأرجح يفتقر إلى الذكاء الاجتماعي. فالذكي اجتماعيًا يدرك تمامًا أنّ الجدال وإثبات وجهة نظر ما من خلال جعل الآخر يشعر بالسوء ليس أمرًا صحيحًا. بدلاً من ذلك، نجد أنّه يستمع للآخرين بعقل متفتّح حتى لو لم يكن رأيه متوافقًا مع آرائهم.

## وجهات نظر إضافية
إن الذكاء الاجتماعي يرتبط ارتباط وثيق بالمعرفة والذكاء العاطفي ويمكن أن يكون كمرحلة أولى في تطوير أنظمة الذكاء. وقد اكتشفت دراسة بحث علماء النفس للمعرفة الاجتماعية وعلم الأعصاب الاجتماعي أن هناك العديد من الأسس التي تعمل لدى الذكاء الاجتماعي للإنسان. وقد لخص علماء النفس نانسي كانتور وجون كيلستورم أنواع المفاهيم لدى الناس ليتمكنوا من فهم علاقتهم الاجتماعية، على سبيل المثال "ماهو الوضع الذي أنا فيه وماهو نوع هذا الشخص الذي يتحدث معي؟" والقواعد التي تستخدم لرسم الاستدلالات (" مالذي كان يعنيه بذلك؟") وتطبيقات الخطة (مالذي سأفعلة حيالها؟")
و في الآونة الأخيرة، قام دانيال جولمان كاتب العلوم الشعبية برسم على بحث علم الأعصاب الاجتماعي ليقترح أن الذكاء الاجتماعي هو عباره عن الوعي الاجتماعي (يشمل التعاطف والتناغم والمعرفة الاجتماعية)، أما التسهيلات الاجتماعية (تشمل: التزامن وعرض الذات والتأثير والقلق). ويتضمن بحث جولمان الواسع أن علاقاتنا الاجتماعية لها تأثير مباشر على صحتنا الفيزيائية وكل ماكانت العلاقة أعمق كلما كان التأثير أكبر، وقال جولمان أن من بعض التأثيرات الفيزيائية لعلاقتنا على صحتنا هي تأثيرها على تدفق الدم في الجسم، وتأثيرها على التنفس، وتأثيرها على المزاج (مثل التعب والاكتئاب) وحتى تتسبب في نقص قوة جهاز المناعة.
و أكد الباحث التربوي ريموند هـ. هارتجين أن توفير الفرص للتفاعل الاجتماعي يعزز الذكاء، فالفصول الدراسية التقليدية لا تتيح الفرصة للتفاعل السلوك الاجتماعي المعقد. فبدلا من وضع الأطفال في أوضاع تقليدية يعامل فيها على أنه متعلم يجب غرس فيه الكثير من المعلومات المعقدة وقد ذكر الباحث ريموند أن قلة من المدراء التربويين اتخذوا هذا الوضع كنقطة بداية لتنمية بيئة المدرسة حيث يمكن أن يزدهر فيها التفاعل الاجتماعي. فإذا اعتمدنا هذا التفكير كنهج لنا واتبعناه سيكون هناك فرصة للأطفال للتواصل اليومي بالتجارب الشخصية من أجل الحرص على تنمية «علم نفس الشخصية». كما في المدارس اليوم تبني على القليل من هذه المهارات المهمة من أجل الصمود في العالم الحقيقي والتي سمح بتنميتها. ولأن تنمية مهارات «علم النفس الطبيعي» محدودة في مدارسنا التقليدية فإن الطلاب والخريجين دخلوا سوق العمل فشلوا وأصبحوا غير قادرين على الصمود، بالمقابل الطلاب الذين كان لديهم القدرة على تنمية مهاراتهم كعلم النفس الطبيعي في فصول دراسية متفاوتة الأعمار وفي أوضاع ديموقراطية فهم أكثر ثقة من اقرانهم ذوي المهارات الاجتماعية الأقل. فهم راضين عن أنفسهم ويعلمون ماذا يريدون من الحياة ولديهم المهارات اللازمة لتحقيق ما يطمحون إليه.
فالمسألة هنا هي علم النفس مقابل الذكاء الاجتماعي من منظور منفصل ومختلف، وتشمل المقدمة المناسبة افتراضات معينة عن الهيكل الاجتماعي والوظائف كارتباطها بتعريف الذكاء وسلوكيات المجتمع التي تتقيد بالتوقعات الثقافية التي تؤكد الحقائق المحتملة، لكن لا يوجد أي مطالبات أو تأكيدات فهناك سطحية حقيقة المجتمع يجب أن تحدد وتعين، ينهج هذا المنظور وجهة النظر التي يمكن تعريف الهيكل الاجتماعي بالنصح الذي
وجهتان لعملة واحدة: فالنصف الأول نفسي والنصف الآخر اجتماعي للأسف معظم المراجع للذكاء الاجتماعي ترتبط المهارات الاجتماعية الفردية. فلم تذكر أهم نقطة وهي كيف للذكاء الاجتماعي (كالتحدث في مجموعات أو العيش فيها) معالجة معلومات عن العالم ومشاركتها مع الاخرين في نفس المجموعة. فهل هناك هياكل اجتماعية أو أنهم معدين لجمع المعلومات وكشفها للفرد أو المجموعات الأخرى فبعض الهياكل الاجتماعية من الواضح أنها مرضية: فمؤخرا وجدت مقولة تصف الحكومة بأنها ذات نظام مريض يديره بعض المنبوذين في المجتمع ولكن السؤال الأهم هو كيف للمجموعات والمجتمعات رسم خريطة للبيئة (سواء البيئية أو الاجتماعية أو الشخصية) في الهيكل الاجتماعي. وكيف لهذا الهيكل أن يكون قادرا على احتواء النظرة العالمية وكشف تلك النظرة للآخرين؟ وكيفية اتخاذ القرارات؟

## وصلات خارجية
- مختبر الاستخبارات الاجتماعية
- المخابرات البارز-«الذكاء الاجتماعي»، ريموند حاء هارتجين

مدونة *Goleman والبحوث الحالية
- الاستخبارات الاجتماعية، جون كيهلستروم و، نانسي كانتورفي R.J. شترنبرغ (ed.)، دليل للاستخبارات، الطبعة الثانية (الصفحتان & nbsp; 359–379). كامبريدج، المملكة المتحدة: مطبعة جامعة كامبردج.
- الاجتماعية" الشركة، قياس رقمية الاستخبارات الاجتماعية.